# Балканабад (станция)
Балканабад (туркм. Balkanabat demirýol menzili) — пассажирская железнодорожная станция в городе Балканабаде.

## История
Станция была построена в XIX веке, новый железнодорожный вокзал был построен в 2015 году.

## Описание
Станция является важным железнодорожным пунктом на Закаспийской железной дороге. Здание вокзала представляет собой двухэтажное строение на 100 пассажиров.